# On a Night Like This Tour
On A Night Like This Tour là một tour diên của ca sĩ-nhạc sĩ người Úc Kylie Minogue để quảng bá cho album thứ 7 của cô Light Years và bắt đầu vào tháng 3 năm 2001. Được sự hỗ trợ của báo chí trên khắp thế giới về buổi diễn cực kì thành công thại Olympic Sydney 2000, và sau đó được biểu diễn lần nữa tại lễ khai mạc của Paralympic ở Sydney, Minogue đã nắm lấy cơ hội để tuyên bố về tour diễn mới của mình. Nó đã trở thành tour diễn bán được vé chạy nhất trong sự nghiệp của cô khi vé được bán vào tháng 11, và với nhiều show cháy vé, cô ấy đã thành công trong việc chứng tỏ bản thân là một nghệ sĩ biểu diễn live có ảnh hưởng nhất trên thế giới
Minogue được lấy cảm hứng từ phong cách của Broadway như 42nd Street và những bộ phim như Anchors Aweigh, South Pacific và âm nhạc của Fred Astaire và Ginger Rogers của những năm 30. Show diễn được đạo diễn và biên đạo bởi Luca Tommassini. Vì cô ấy đã biểu diễn lại những bài hát cũ với phong cach mới nên nhiều người cho đây là một greatest hits tour. Từ phần mở đầu là "Love Boat" đến "Spinning Around" thì tour diễn mỗi đêm là sự pha trộn giữa pop và dance, làm bật lên sự quyến rủ huyền bí của Kylie và làm cho đám đông khán giả hài lòng. Kylie cũng đã giới thiệu "Can't Get You out of My Head", một bài hát cô vừa mới ghi âm trước khi tour diễn bắt đầu.

## Danh sách bài hát
1. "Love Boat"
2. "Kookachoo"
3. "Hand on Your Heart"
4. "Put Yourself in My Place"
5. "On a Night Like This"
6. Liên khúc:
  1. "Step Back in Time"
  2. "Never Too Late"
  3. "Wouldn't Change a Thing"
  4. "Turn It into Love"
  5. "Celebration"
7. "Can't Get You out of My Head"
8. "Your Disco Needs You"
9. "I Should Be So Lucky"
10. "Better the Devil You Know"
11. "So Now Goodbye"
12. "Physical"
13. "Butterfly"
14. "Confide in Me"
15. "Kids"
16. "Shocked"
17. "Light Years"
18. Encore:
  1. "What Do I Have to Do?"
  2. "Spinning Around"

## Ngày diễn
| Ngày                | Thành phố   | Quốc gia | Nơi diễn                         |
| ------------------- | ----------- | -------- | -------------------------------- |
| Châu Âu             |             |          |                                  |
| 03 tháng 3 năm 2001 | Glasgow     | Scotland | The Armadillo                    |
| 04 tháng 3 năm 2001 | Glasgow     | Scotland | The Armadillo                    |
| 05 tháng 3 năm 2001 | Glasgow     | Scotland | The Armadillo                    |
| 07 tháng 3 năm 2001 | Manchester  | England  | Manchester Apollo Theatre        |
| 08 tháng 3 năm 2001 | Manchester  | Anh      | Manchester Apollo Theatre        |
| 09 tháng 3 năm 2001 | Manchester  | Anh      | Manchester Apollo Theatre        |
| 10 tháng 3 năm 2001 | Manchester  | Anh      | Manchester Apollo Theatre        |
| 12 tháng 3 năm 2001 | Brighton    | Anh      | Brighton Centre                  |
| 13 tháng 3 năm 2001 | Brighton    | Anh      | Brighton Centre                  |
| 14 tháng 3 năm 2001 | Cardiff     | Wales    | Cardiff International Arena      |
| 15 tháng 3 năm 2001 | Bournemouth | Anh      | Bournemouth International Centre |
| 17 tháng 3 năm 2001 | London      | Anh      | Hammersmith Apollo Theatre       |
| 18 tháng 3 năm 2001 | London      | Anh      | Hammersmith Apollo Theatre       |
| 19 tháng 3 năm 2001 | London      | Anh      | Hammersmith Apollo Theatre       |
| 20 tháng 3 năm 2001 | London      | Anh      | Hammersmith Apollo Theatre       |
| 23 tháng 3 năm 2001 | Copenhagen  | Đan Mạch | Vega                             |
| 25 tháng 3 năm 2001 | Berlin      | Đức      | Columbia Halle                   |
| 26 tháng 3 năm 2001 | Hamburg     | Đức      | Grosse Freiheit 36               |
| 27 tháng 3 năm 2001 | Cologne     | Đức      | E-Werk                           |
| 28 tháng 3 năm 2001 | Paris       | Pháp     | Bataclan                         |
| Úc                  |             |          |                                  |
| 14 tháng 4 năm 2001 | Brisbane    | Úc       | Brisbane Entertainment Centre    |
| 16 tháng 4 năm 2001 | Sydney      | Úc       | Sydney Entertainment Centre      |
| 17 tháng 4 năm 2001 | Sydney      | Úc       | Sydney Entertainment Centre      |
| 18 tháng 4 năm 2001 | Sydney      | Úc       | Sydney Entertainment Centre      |
| 19 tháng 4 năm 2001 | Sydney      | Úc       | Sydney Entertainment Centre      |
| 21 tháng 4 năm 2001 | Glenorchy   | Úc       | Hobart Derwent Centre            |
| 23 tháng 4 năm 2001 | Melbourne   | Úc       | Rod Laver Arena                  |
| 24 tháng 4 năm 2001 | Melbourne   | Úc       | Rod Laver Arena                  |
| 25 tháng 4 năm 2001 | Adelaide    | Úc       | Adelaide Entertainment Centre    |
| 26 tháng 4 năm 2001 | Adelaide    | Úc       | Adelaide Entertainment Centre    |
| 28 tháng 4 năm 2001 | Perth       | Úc       | Perth Entertainment Centre       |
| 30 tháng 4 năm 2001 | Perth       | Úc       | Perth Entertainment Centre       |
| 03 tháng 5 năm 2001 | Melbourne   | Úc       | Rod Laver Arena                  |
| 05 tháng 5 năm 2001 | Melbourne   | Úc       | Rod Laver Arena                  |
| 06 tháng 5 năm 2001 | Melbourne   | Úc       | Rod Laver Arena                  |
| 07 tháng 5 năm 2001 | Melbourne   | Úc       | Rod Laver Arena                  |
| 09 tháng 5 năm 2001 | Sydney      | Úc       | Sydney Entertainment Centre      |
| 10 tháng 5 năm 2001 | Sydney      | Úc       | Sydney Entertainment Centre      |
| 11 tháng 5 năm 2001 | Sydney      | Úc       | Sydney Entertainment Centre      |
| 12 tháng 5 năm 2001 | Sydney      | Úc       | Sydney Entertainment Centre      |
| 13 tháng 5 năm 2001 | Sydney      | Úc       | Sydney Entertainment Centre      |
| 14 tháng 5 năm 2001 | Sydney      | Úc       | Sydney Entertainment Centre      |
| 15 tháng 5 năm 2001 | Sydney      | Úc       | Sydney Entertainment Centre      |

## Thành phần tham gia sản xuất
Nhà sản xuất: Darenote Ltd., Kimberly Ltd. and Tarcoola Touring Company Ltd

Showgirl: Kylie Minogue

Quản lý: Terry Blamey

Creative Director: Willian Baker

Director of Choreography: Luca Tommassini

Assistant Choreographer: Germana Bonaparte

Quản lý tour: Sean Fitzpatrick

Production Manager: Steve Martin

Đạo diễn nhạc: Andrew Small

San xuất nhạc: Steve Anderson

Trơ lý: Leanne Woolrich

Wardrobe: Julien McDonald and Pamela Blundell

Styling: William Baker

Shoes: Manolo Blahnik

### Ban nhạc
Trống: Andrew Small

Percussion: James Mack

Keyboards: Steve Turner

Guitar: James Hayto

Bass: Chris Brown

Backing Vocals: Lurine Cati and Sherina White

Vũ công: Milena Mancini, Federica Catalano, Veronica Peparini, Tony Bongiorno, Paolo Sabatini, Ginaluca Frezzato, Christian Scionte and Germana Bonaparte

## DVD Kylie: Live in Sydney
Buổi biểu diễn của Kylie ở Sydney, Úc vào ngày 11 tháng 5 năm 2001 đã được quay phim cho DVD có tên "Kylie: Live in Sydney". DVD được phát hành vào ngày 1 tháng 10 năm 2001 ở Anh vào ngày 15 tháng 10 năm 2001 ở Úc.
Đĩa DVD có cả những cảnh hậu trường của buổi diễn, bao gồm một cảnh quay tại phòng thay đồ của các vũ công và một cảnh đùa giỡn khi các nhân sự ở hâu trường nhảy múa loạn xạ dưới sân khấu để Kylie nhìn thấy.